# Eleição municipal de Ferraz de Vasconcelos em 2024
A eleição municipal da cidade brasileira de Ferraz de Vasconcelos foi realizada em um único turno, no dia 6 de outubro de 2024, com o objetivo de eleger um prefeito, um vice-prefeito e 17 vereadores para a administração da cidade paulista. A prefeita titular era Priscila Gambale (PODE), eleita em 2020 e que, pela legislação eleitoral vigente no país, poderia tentar a reeleição.
Priscila foi reeleita em turno único, com 51.200 votos, que representavam 55,75% dos votos válidos do referido pleito, tendo como candidato à vice-prefeito Daniel Balke do MDB.

## Calendário eleitoral
| Início        | Fim           | Atividades | Status    |
| ------------- | ------------- | --- | --------- |
| 7 de março    | 5 de abril    | Janela partidária para vereadores trocarem de partido visando concorrer às eleições sem perder o mandato. | Realizado |
| 6 de abril    | 6 de abril    | Data-limite para todas as legendas e federações partidárias obterem o registro dos estatutos no TSE e para todos os candidatos terem domicílio eleitoral na circunscrição em que desejam disputar as eleições com a filiação deferida pelo partido. | Realizado |
| 15 de maio    | 15 de maio    | Início da campanha de arrecadação prévia de recursos na modalidade de financiamento coletivo para pré-candidatos, sem realização de pedidos de voto e obedecendo a regras relativas à propaganda eleitoral na Internet.                             | Realizado |
| 20 de julho   | 5 de agosto   | Realização de convenções partidárias para deliberar sobre coligações e escolher candidatos às prefeituras e aos cargos de vereador. Os partidos têm até 15 de agosto para registrar os nomes na Justiça Eleitoral.                                  | Realizado |
| 16 de agosto  | 16 de agosto  | Início das campanhas eleitorais de forma igualitária, podendo qualquer publicidade ou manifestação com pedido explícito de voto antes da data ser considerada irregular e multada.                                                                  | Realizado |
| 30 de agosto  | 3 de outubro  | Veiculação da propaganda eleitoral gratuita no rádio e na televisão. | Realizado |
| 6 de outubro  | 6 de outubro  | Realização do primeiro turno das eleições municipais. | Realizado |
| 11 de outubro | 25 de outubro | Veiculação da propaganda eleitoral gratuita no rádio e na televisão para o segundo turno. | Realizado |
| 27 de outubro | 27 de outubro | Realização de um eventual segundo turno nas cidades com mais de 200 mil eleitores em que o candidato a prefeito mais votado não tenha atingido a metade mais um dos votos válidos.                                                                  | Realizado |

## Candidatos
| N° | Prefeito (a) | Prefeito (a)                                             | Prefeito (a) | Prefeito (a)                                    | Vice-prefeito | Vice-prefeito | Vice-prefeito                                  | Vice-prefeito | Vice-prefeito                                        | Coligação Partido(s)                                                             | Ref.        |
| N° | Candidato(a) | Candidato(a)                                             | Partido      | Cargos relevantes                               | Candidato(a)  | Candidato(a)  | Candidato(a)                                   | Partido       | Cargos relevantes                                    | Coligação Partido(s)                                                             | Ref.        |
| -- | ------------ | -------------------------------------------------------- | ------------ | ----------------------------------------------- | ------------- | ------------- | ---------------------------------------------- | ------------- | ---------------------------------------------------- | -------------------------------------------------------------------------------- | ----------- |
| 12 |              | Doutor Caetano Clovis Caetano da Silva                   | PDT          |                                                 |               |               | Jack Sparrow Maurício Nunes Pereira            | PDT           |                                                      | Partido Isolado                                                                  | [ 4 ]       |
| 20 |              | Priscila Gambale Priscila Conceição Gambale Vieira Matos | PODE         | - Prefeita de Ferraz de Vasconcelos (2020-2024) |               |               | Daniel Balke                                   | MDB           | - Vice-prefeito de Ferraz de Vasconcelos (2020-2024) | A Renovação Chegou (PODE, MDB, FE Brasil, Republicanos, Solidariedade, PSD, PRD) | [ 4 ] [ 5 ] |
| 22 |              | Dr.Rafu Jr. Joseph Raffoul Junior                        | PL           |                                                 |               |               | Tonho Antônio Carlos Alves Ferreira            | PL            |                                                      | Ferraz AgoraVai (PL, PP, UNIÃO, DC, Agir)                                        | [ 4 ]       |
| 40 |              | Dr.Jorge Jorge Abissamra                                 | PSB          | - Prefeito de Ferraz de Vasconcelos (2005-2012) |               |               | Ribamar Passos José de Ribamar da Silva Passos | PSOL          |                                                      | Pra Ferraz Ser Feliz De Novo (PSB, Fed. PSOL Rede)                               | [ 4 ] [ 6 ] |

## Resultados
| Candidato (a)            | Vice                     | 1.º turno 6 de outubro de 2024 | 1.º turno 6 de outubro de 2024 |
| Candidato (a)            | Vice                     | Votação                        | Votação                        |
| Candidato (a)            | Vice                     | Total                          | %                              |
| ------------------------ | ------------------------ | ------------------------------ | ------------------------------ |
| Priscila Gambale (PODE)  | Daniel Balke (MDB)       | 51.200                         | 55,75%                         |
| Dr. Rafu Jr. (PL)        | Tonho (PL)               | 35.081                         | 38,20%                         |
| Dr. Jorge (PSB)          | Ribamar Passos (PSOL)    | 4.821                          | 5,25%                          |
| Doutor Caetano (PDT)     | Jack Sparrow (PDT)       | 743                            | 0,81%                          |
| → Total de votos válidos | → Total de votos válidos | 91.845                         | 89,48%                         |
| → Votos em branco        | → Votos em branco        | 4.427                          | 4,31%                          |
| → Votos nulos            | → Votos nulos            | 6.367                          | 6,20%                          |
| Total                    | Total                    | 102.639                        | 80,31%                         |
| Abstenções               | Abstenções               | 25.157                         | 19,69%                         |
| Total de inscritos       | Total de inscritos       | 127.796                        | 100%                           |

## Câmara de Vereadores
Para o quadriênio 2025-2028, foram eleitos 17 vereadores.
| Vereadores eleitos em Ferraz de Vasconcelos - 2024 | Vereadores eleitos em Ferraz de Vasconcelos - 2024 | Vereadores eleitos em Ferraz de Vasconcelos - 2024 | Vereadores eleitos em Ferraz de Vasconcelos - 2024 |
| Candidato (a)                                      | Partido                                            | Votação                                            | Votação                                            |
| Candidato (a)                                      | Partido                                            | Votos                                              | %                                                  |
| -------------------------------------------------- | -------------------------------------------------- | -------------------------------------------------- | -------------------------------------------------- |
| Mineiro                                            | MDB                                                | 2.846                                              | 3,12%                                              |
| Ewerton Inha                                       | PODE                                               | 2.552                                              | 2,80%                                              |
| Nicolas                                            | PODE                                               | 2.522                                              | 2,76%                                              |
| Luiz Tenorio                                       | PODE                                               | 2.412                                              | 2,64%                                              |
| Diego de Souza                                     | PL                                                 | 2.277                                              | 2,49%                                              |
| Renatinho Se Ligue                                 | PL                                                 | 2.124                                              | 2,33%                                              |
| Eliel Fox                                          | Republicanos                                       | 2.035                                              | 2,23%                                              |
| Claudio Squizato                                   | PV                                                 | 1.936                                              | 2,12%                                              |
| Teteco Alexandro                                   | MDB                                                | 1.894                                              | 2,07%                                              |
| Claudio Ramos                                      | PT                                                 | 1.813                                              | 1,99%                                              |
| Osni Pasquarelli                                   | PSD                                                | 1.798                                              | 1,97%                                              |
| Juca Do São Judas                                  | MDB                                                | 1.686                                              | 1,85%                                              |
| Neto Do Cambiri                                    | PSD                                                | 1.651                                              | 1,81%                                              |
| Neno                                               | UNIÃO                                              | 1.573                                              | 1,72%                                              |
| Ratinho                                            | PODE                                               | 1.492                                              | 1,63%                                              |
| David Junior                                       | PP                                                 | 1.457                                              | 1,60%                                              |
| Professora Selma                                   | Republicanos                                       | 1.189                                              | 1,30%                                              |
| Votos válidos                                      | Eleitos                                            | 33.257                                             | 36,43%                                             |
| Votos válidos                                      | Não Eleitos                                        | 58.023                                             | 63,57%                                             |
| Votos válidos                                      | Total                                              | 91.280                                             | 88,98%                                             |
| Votos Apurados                                     |                                                    |                                                    |                                                    |
| Votos válidos                                      | Votos válidos                                      | 91.280                                             | 88,98%                                             |
| Votos em branco                                    | Votos em branco                                    | 5.904                                              | 5,76%                                              |
| Votos nulos                                        | Votos nulos                                        | 5.399                                              | 5,26%                                              |
| Total de votos apurados                            | Total de votos apurados                            | 102.583                                            | 80,31%                                             |
| Eleitores                                          |                                                    |                                                    |                                                    |
| Comparecimento                                     | Comparecimento                                     | 102.583                                            | 80,31%                                             |
| Abstenções                                         | Abstenções                                         | 25.157                                             | 19,69%                                             |
| Total de eleitores                                 | Total de eleitores                                 | 127.796                                            | 100%                                               |

| Bancadas | Federação | Assentos | Vereador Mais Votado | Campo    |
| -------- | --------- | -------- | -------------------- | -------- |
| PODE     |           | 4        | Ewerton Inha         | Governo  |
| MDB      |           | 3        | Mineiro              | Governo  |
| PSD      |           | 2        | Osni Pasquarelli     | Governo  |
| PL       |           | 2        | Diego de Souza       | Oposição |
| UNIÃO    |           | 1        | Neno                 | Oposição |
| PP       |           | 1        | David Junior         | Oposição |
| PT       | FE Brasil | 1        | Claudio Ramos        | Governo  |
| PV       | FE Brasil | 1        | Claudio Squizato     | Governo  |